# Cyrtonus ruficornis
Cyrtonus ruficornis é uma espécie de artrópode pertencente à família Chrysomelidae.